# Maria Yuryevna Sharapova
Maria Yuryevna Sharapova (tiếng Nga: Мари́я Ю́рьевна Шара́пова; ngheⓘ; sinh ngày 19 tháng 4 năm 1987) là một cựu vận động viên quần vợt người Nga hiện sinh sống ở Mỹ. Cô bắt đầu dự các giải thuộc hệ thống WTA từ năm 2001. Cô là tay vợt từng xếp số 1 thế giới trên bảng xếp hạng WTA tổng cộng 21 tuần. Sharapova là một trong 10 vận động viên nữ và là người Nga duy nhất hoàn thành trọn bộ 4 danh hiệu Grand Slam. Cô còn giành được Huy chương bạc cho Đoàn Thể thao Nga tại Thế vận hội Mùa hè 2012 tại London.
Sự nghiệp của Maria Sharapova đánh dấu bởi 5 danh hiệu Grand Slam ở nội dung đánh đơn. Danh hiệu đầu tiên là Wimbledon 2004, khi hạ Serena Williams tại trận chung kết, tiếp đó là tại Mỹ Mở rộng, sau khi thắng Justine Henin tại trận chung kết năm 2006. Danh hiệu thứ 3 là tại Úc Mở rộng đánh bại Ana Ivanović năm 2008. Danh hiệu thứ 4, hoàn tất bộ sưu tập Grand Slam sự nghiệp tại giải Pháp Mở rộng năm 2012 khi vượt qua Sara Errani. Cô có Grand Slam thứ 5 sau khi vô địch giải Pháp mở rộng năm 2014. Maria Sharapova còn có danh hiệu WTA Championships vào năm 2004. Ngoài ra cô từng là á quân Wimbledon năm 2011, Úc Mở rộng năm 2012, WTA Championships năm 2012 và Pháp Mở rộng năm 2013.

## Sự nghiệp

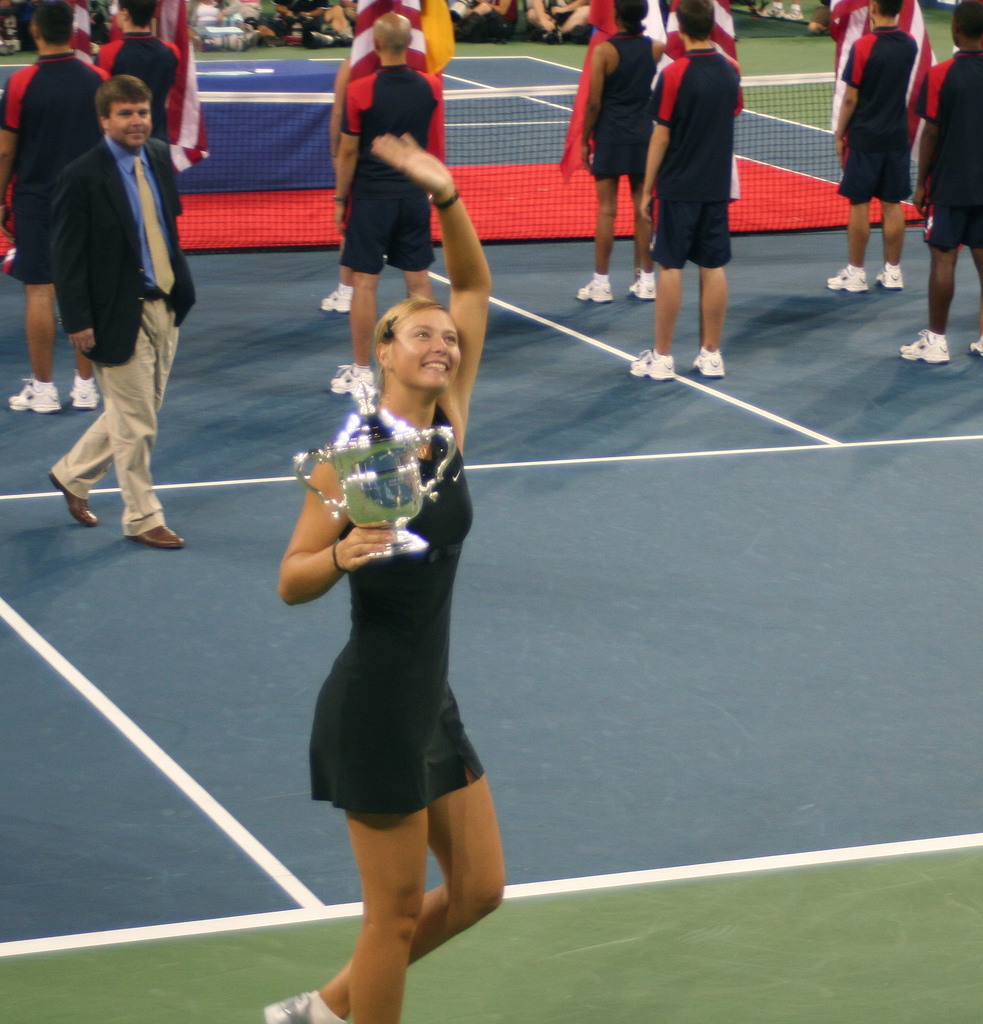
Maria Sharapova thắng giải Mỹ Mở rộng năm 2006

Năm 2004, Maria Sharapova trở thành người thứ 3 trẻ nhất trong lịch sử giành chức vô địch Wimbledon đơn nữ (sau Lottie Dod và Martina Hingis), người trẻ thứ 2 nếu tính từ kỷ nguyên mở khi đánh bại Ai Sugiyama (5 - 7, 7 - 5, 6 - 1) ở tứ kết, Lindsay Davenport (2 - 6, 7 - 6, 6 - 1) ở bán kết, và ĐKVĐ Serena Williams (6 - 1, 6 - 4) ở chung kết. Cô cũng trở thành người Nga đầu tiên giành danh hiệu vô địch tại đây. Sharapova kết thúc năm 2004 với chiến thắng tại WTA Championships, khi hạ S.Williams (4 - 6, 6 - 2, 6 - 4) sau khi bị dẫn 0 - 4 ở set quyết định.
Từ tháng 6 năm 2004 đến trận bán kết Wimbledon 2005, Maria Sharapova đã có một mạch 22 trận bất bại trên mặt sân cỏ (trong đó có 2 chức vô địch liên tiếp ở Birmingham và một chức vô địch ở Wimbledon). Sau thành công trong năm 2004, Maria Sharapova tiếp tục trụ vững, cô lọt vào bán kết Giải Úc mở rộng 2005, và chỉ chịu thua sát nút Serena Williams 2 - 6, 7 - 5, 8 - 6, sau khi đã có 3 cơ hội kết thúc trận đấu (match point).
Tại Giải Wimbledon năm 2005, trên đường bảo vệ danh hiệu của mình, Maria Sharapova thẳng tiến tới trận bán kết mà không thua 1 set nào cả, nhưng tới đây cô đã vấp phải tay vợt đang hồi sinh Venus Williams và đành chịu thua với tỉ số (7 - 6, 6 - 1). Đồng thời chấm dứt mạch 22 trận bất bại trên mặt sân cỏ của mình.
Cũng trong năm, Davenport bị chấn thương ở trận chung kết Wimbledon nên phải nghỉ thi đấu trong khoảng thời gian từ sau Wimbledon đến sau US Open, vì vậy mà lần đầu tiên Sharapova leo lên vị trí số 1 thế giới và ở tại vị trí này trong vòng 6 tuần cho đến khi Davenport giành được chức vô địch giải Tier I (chỉ kém 4 giải Grand Slam) tại Zürich vào tháng 10.
Cũng trong năm 2005, điều hy hữu đã xảy ra với Maria Sharapova. Tại 4 giải Grand Slam cô đã thua 4 tay vợt mà sau đó đã giành chức vô địch. (Thua Kim Clijsters ở bán kết US Open, Serena Williams ở bán kết Úc Mở rộng, Justine Henin-Hardenne ở giải Roland Garros và Venus Williams ở bán kết Wimbledon.
Năm 2006, Maria Sharapova giành danh hiệu đầu tiên trong năm ở giải Pacific Life Open tại Indian Wells (giải được xếp hạng Tier 1), sau khi hạ hạt giống số 4 Elena Dementieva ở trận chung kết, 6 - 1, 6 - 2. Đồng thời, Sharapova và Dementieva trở thành hai tay vợt Nga đầu tiên lọt vào trận chung kết của giải đấu này. Ngay sau đó, Maria Sharapova cũng lọt vào trận chung kết của giải Nasdaq-100 Open, nhưng đã chịu thua Svetlana Kuznetsova 6 - 4, 6 - 3.
Danh hiệu thứ hai của năm 2006 mà cô giành được là giải Acura Classic ở San Diego, sau khi thắng Kim Clijsters, 7 - 5, 7 - 5. Đây là chiến thắng đầu tiên của Sharapova trước K.Clijsters sau 5 lần gặp mặt.
Được coi là một trong những ứng cử viên cho chức vô địch ở giải Mỹ Mở rộng, cô đã xuất sắc giành chức vô địch Grand Slam thứ hai trong sự nghiệp của mình khi lần lượt đánh bại Mauresmo ở trận bán kết với tỉ số 6 - 0, 4 - 6, 6 - 0, rồi Henin-Hardenne ở trận chung kết.
Vào tháng 10, Maria Sharapova giành danh hiệu thứ tư của năm khi vô địch giải Zurich Open 2006.
Cô giành danh hiệu thứ 15 - cũng là danh hiệu thứ 5 trong năm sau chức vô địch giải Generali Ladies Linz, đánh bại ĐKVĐ Nadia Petrova sau 2 set.

### 2016: Thú nhận doping
Vào ngày 7 tháng 3 năm 2016, Maria Sharapova thú nhận là là không qua được cuộc thử doping tại Australian Open. Mẫu thử doping của cô tại Australian Open 2016 đã dương tính với meldonium, có trong danh sách chất cấm từ năm 2016. Maria Sharapova cho biết là bác sĩ đã viết toa cho cô dùng thuốc này từ năm 2006.
Chất meldonium chỉ được phép bán ở các nước Baltic và Nga với tên Mildronat để trị bệnh tim, nó tăng lưu thông máu, do đó giúp tăng khả năng tập luyện, sức bền và khả năng chịu đựng của các vận động viên. Theo một nghiên cứu vào năm 2015, 17% vận động viên Nga (724 trong số 4,316), 2,2% toàn cầu dùng thuốc này.
Tuy nhiên, các nhà tài trợ lớn của cô vẫn quyết định không rời bỏ, và Masha vẫn là gương mặt đại diện cho các hãng như Nike, Porsche, Évian, Head. Đây có thể nói là một cú sốc đối với người hâm mộ cũng như làng thể thao thế giới. Ai cũng hiểu đây chỉ là lỗi lầm lương thiện khi đọc bản án của CAS. Nó chỉ mới đưa vào danh sách cấm vào ngày 1/1/2016, và ai cũng được có cơ hội để làm lại cuộc đời mình, đặc biệt là với Masha khi cô phải bắt đầu lại từ con số 0. Ngày 26/4/2017, Maria chính thức hết án phạt và trở lại với quần vợt đỉnh cao.

### 2017: Trở lại sau án cấm
Maria Sharapova trở lại hệ thống WTA Tour vào tháng 4 năm 2017. Cô ấy nhận vé đặc cách tham dự bao gồm ba giải WTA tournaments: Women's Stuttgart Open, Madrid Open và Giải quần vợt Ý Mở rộng. Cô ấy chơi trận đầu tiên sau khi trờ lại vào ngày 26 tháng 4 năm 2017 tại Porsche Tennis Grand Prix, một giải đấu mà trước đây cô ấy đã vô địch 3 lần. Đối thủ vòng 1 là tay vợt người Ý Roberta Vinci, người mà cô ấy tiếp tục đánh bại trong để thẳng tiến vào vòng 2, làm cho nó trở thành trận chiến thắng đầu tiên kể từ khi cô ấy trở lại sau án cấm. Trong cuộc phỏng vấn trên sân khấu, Sharapova cho biết: "Vài giây đầu tiên trước khi bạn bước vào đấu trường, đó là một giai đoạn của tôi từ khi tôi còn là một cô gái trẻ, tôi đã chờ đợi thời điểm này trong một thời gian dài". Cô đã theo đuổi nó bằng một chiến thắng khác trong giải đấu là Ekaterina Makarova ở vòng 2. Ở tứ kết, cô đánh bại người vượt qua vòng loại là Anett Kontaveit 1 séc trắng, sau đó thua trước Kristina Mladenovic ở bán kết. Sau đó cô tiếp tục dự giải Madrid và cũng không tiến sâu khi thua kẻ thù không đội trời chung Eugenie Bouchard tại vòng 2, người mà đã lên tiếng chỉ trích cô rất nặng nề là nên bị cấm thi đấu suốt đời. Cũng từ đây, các tay vợt khác cũng lợi dụng để lên tiếng móc mỉa sự trở lại của Maria Sharapova. Cô tiếp tục được đặc cách dự giải Rome tại Ý, vòng 1 cô thắng McHale với tỉ số 6 - 4, 6 - 2 vào vòng hai gặp tay vợt Baroni. Tâm điểm trước trận đấu là BTC giải Roland Gaross đã quyết định không trao vé đặc cách cho cô dù đã 2 lần vô địch tại đây vào năm 2012 và 2014. Một cú sốc khá lớn, vào trận đấu buồn hơn nữa khi cô bị dính chấn thương đùi và buộc phải dừng trận đấu khi đang dẫn trước đối thủ với tỉ số 2 - 1, thông số các set là 4 - 6, 6 - 3, 2 - 1. Masha cũng tuyên bố là sẽ không cần tấm vé đặc cách tại Wimbledon mà tự thi đấu vòng loại, điều này có nghĩa muốn vô địch thì cô phải thắng 10 trận liên tiếp, chưa có tay vợt nào làm được trong lịch sử giải đấu. Do chấn thương nên cô không thể tham dự giải. Cô trở lại vào mùa sân cứng tại châu Mỹ. Cô vượt qua vòng 1 rồi bỏ cuộc tại vòng 2 do chấn thương cẳng tay tại Stanford Classic. Điều đó đồng nghĩa cô không thể tham dự Rogers Cup và Cincinati, giải đấu mà cô được đặc cách. Tin vui đến với Masha khi cô được BTC US Open cho suất đặc cách. Tại vòng 1, cô đánh bại hạt giống số 2 là Simona Halep sau 3 set. Cô tiếp tục đánh bại Timea Babos tại vòng 2 và Sofia Kennin tại vòng 3 để giành quyền vào vòng 4. Cô gặp hạt giống số 16, Anastasija Sevastova. Set đầu cô thắng với tỉ số 7–5 nhưng lại thua 4–6 ở set 2. Tại set 3, do chấn thương ngón tay và tâm lý nên cô bị Sevastova đánh bại với tỉ số 2–6. Mặc dù bị loại ở vòng 4 nhưng cô vẫn nhận được 240 đỉêm thưởng vì không phải bảo vệ điểm số nào.

## Giải thưởng
2003
- Tay vợt nữ của WTA mới xuất hiện ấn tượng nhất
- Nữ vận động viên thể thao quyến rũ nhất (Maxim)

2004
- Tay vợt nữ của WTA xuất sắc nhất
- Tay vợt nữ của WTA tiến bộ nhất
- Nữ vận động viên thể thao quyến rũ nhất (Maxim)

2005
- Tay vợt nữ xuất sắc nhất do ESPN trao tặng
- Tay vợt Nga xuất sắc nhất do Liên đoàn quần vợt Nga trao tặng
- Nữ vận động viên thể thao quyến rũ nhất (Maxim)

2006
- Nữ vận động viên thể thao quyến rũ nhất (Maxim)
- Tay vợt Nga xuất sắc nhất do Liên đoàn quần vợt Nga trao tặng

## Đời sống riêng tư
- Maria Sharapova đã sống ở Mỹ từ khi cô còn nhỏ nhưng cô vẫn giữ quốc tịch Nga.
- Gần đây Maria Sharapova đã mua một ngôi nhà nhìn ra bờ biển ở Manhattan Beach, ngoại ô Los Angeles, California, nhưng suốt thời gian trong năm, cô sống gần cơ sở huấn luyện của IMG ở Bradenton.
- Năm 19 tuổi, Maria Sharapova đã hoàn thành xong chương trình trung học.[9]
- Maria Sharapova có một thói quen là hay hét trên sân thi đấu. Cô được nhận xét là tay vợt ồn áo nhất kể từ khi Monica Seles từ giã sự nghiệp, một tờ bào lá cải ở London đã viết "giọng hét của cô lúc cao điểm đạt tới âm lực 102 decibel" (ngang với còi của một ôtô cảnh sát).[10]
- Maria Sharapova là bạn thân với tay vợt nữ người Nga Maria Kirilenko, nếu không thì không thân thiết với các tay vợt Nga khác.[11]
- Tên gọi thân mật của Maria Sharapova là "Masha".[12]
- Maria Sharapova tặng cây vợt mà cô đã sử dụng tại trận chung kết Wimbledon cho Regis Philbin khi quay Trực tiếp với Regis và Kelly (Live with Regis and Kelly).
- Maria Sharapova là tay vợt Nga duy nhất đã giành được nhiều hơn một chức vô địch Grand Slam.
- Nhà tạo mốt mà Maria Sharapova thích nhất là Marc Jacobs. Cô thỉnh thoảng tới dự các buổi trình diễn thời trang của ông.
- Maria Sharapova đã hoàn thành bộ sưu tập Grand Slam của mình (Grand Slam sự nghiệp) sau khi giành được chức vô địch tại Pháp Mở rộng.
- Maria Sharapova giành được huy chương Bạc tại Olympics London 2012 sau khi thua Serena Williams với tỉ số 6–0, 6–1.

### Các mối quan hệ
Maria Sharapova hứa hôn với vận động viên bóng rổ chuyên nghiệp người Slovenia, Sasha Vujačić, mà chơi cho đội Anadolu Efes S.K. ở Istanbul, Thổ Nhĩ Kỳ. Cả hai đã cặp với nhau từ 2009. Vào ngày 31 tháng 8 năm 2012, Sharapova chứng nhận là cuộc hứa hôn đã bị hủy bỏ và họ đã chia tay vào mùa xuân 2012. Kể từ giữa năm 2012, cô cặp với vận động viên quần vợt Grigor Dimitrov. Sau giải Madrid mở rộng 2013, cả hai thừa nhận có quan hệ tình cảm với nhau. Ngày 26/7/2015, Dimitrov chính thức xác nhận đã chia tay Sharapova.

## Trích dẫn
- "Khi tôi cố gắng để trở thành tay vợt quần vợt hàng đầu, tôi không bao giờ nói tôi là thứ 2, tôi nói tôi muốn là số 1".[16]
- "Sau khi đã suy nghĩ kĩ càng, cá nhân tôi tin rằng, cuộc đời tôi không chỉ là về một quả chuối". (Phát biểu trong buổi họp báo sau chức VĐ US Open khi có người cho rằng HLV của cô đã ra dấu để cô ăn một quả chuối)

## Chung kết Grand Slam đơn nữ đã tham dự

#### Chung kết: 10 (5 vô địch, 5 á quân)
| Kết quả   | Năm  | Giải đấu        | Mặt sân | Đối thủ           | Tỉ số               |
| --------- | ---- | --------------- | ------- | ----------------- | ------------------- |
| Winner    | 2004 | Wimbledon       | Cỏ      | Serena Williams   | 6 - 1, 6 - 4        |
| Winner    | 2006 | US Open         | Cứng    | Justine Henin     | 6 - 4, 6 - 4        |
| Runner-up | 2007 | Australian Open | Cứng    | Serena Williams   | 1 - 6, 2 - 6        |
| Winner    | 2008 | Australian Open | Cứng    | Ana Ivanovic      | 7 - 5, 6 - 3        |
| Runner-up | 2011 | Wimbledon       | Cỏ      | Petra Kvitová     | 3 - 6, 4 - 6        |
| Runner-up | 2012 | Australian Open | Cứng    | Victoria Azarenka | 3 - 6, 0 - 6        |
| Winner    | 2012 | French Open     | Đất nện | Sara Errani       | 6 - 3, 6 - 2        |
| Runner-up | 2013 | French Open     | Đất nện | Serena Williams   | 4 - 6, 4 - 6        |
| Winner    | 2014 | French Open (2) | Đất nện | Simona Halep      | 6 - 4, 6 - 7, 6 - 4 |
| Runner-up | 2015 | Australian Open | Cứng    | Serena Williams   | 3 - 6, 6 - 7        |

## Chung kết giải WTA Tour Championships đơn nữ đã tham dự

### Vô địch (1)
| Năm  | Thành phố đăng cai | Đối thủ ở trận chung kết | Kết quả             |
| 2004 | Los Angeles        | Serena Williams          | 4 - 6, 6 - 2, 6 - 4 |

### Á quân (2)
| Năm  | Thành phố đăng cai | Đối thủ ở trận chung kết | Kết quả             |
| 2007 | Madrid             | Justine Henin            | 5 - 7, 7 - 5, 6 - 3 |
| 2012 | Istanbul           | Serena Williams          | 6 - 3, 6 - 4        |

## Chung kết các giải WTA Tour đã tham dự

### Vô địch (19)
| Ghi chú               |
| Grand Slam (5)        |
| WTA Championships (1) |
| Tier I (4)            |
| WTA Tour (9)          |

| Chức vô địch theo mặt sân |
| Cứng (13)                 |
| Đất nện (1)               |
| Cỏ (3)                    |
| Trải thảm (1)             |

| STT | Ngày                 | Giải                                                    | Mặt sân   | Đối thủ ở chung kết    | Kết quả             |
| 1.  | 29 tháng 9 năm 2003  | Tokyo                                                   | Cứng      | Aniko Kapros           | 2 - 6, 6 - 2, 7 - 6 |
| 2.  | 27 tháng 10 năm 2003 | Quebec                                                  | Cứng      | Milagros Sequera       | 6 - 2 bỏ cuộc       |
| 3.  | 7 tháng 6 năm 2004   | Birmingham                                              | Cỏ        | Tatiana Golovin        | 4 - 6, 6 - 2, 6 - 1 |
| 4.  | 21 tháng 6 năm 2004  | Wimbledon                                               | Cỏ        | Serena Williams        | 6 - 1, 6 - 4        |
| 5.  | 27 tháng 9 năm 2004  | Seoul                                                   | Cứng      | Marta Domachowska      | 6 - 1, 6 - 1        |
| 6.  | 4 tháng 10 năm 2004  | Tokyo (2)                                               | Cứng      | Mashona Washington     | 6 - 0, 6 - 1        |
| 7.  | 8 tháng 11 năm 2004  | WTA Championships, Los Angeles                          | Cứng      | Serena Williams        | 4 - 6, 6 - 2, 6 - 4 |
| 8.  | 6 tháng 2 năm 2005   | Tōkyō                                                   | Trải thảm | Lindsay Davenport      | 6 - 1, 3 - 6, 7 - 6 |
| 9.  | 21 tháng 2 năm 2005  | Doha                                                    | Cứng      | Alicia Molik           | 4 - 6, 6 - 1, 6 - 4 |
| 10. | 6 tháng 6 năm 2005   | Birmingham (2)                                          | Cỏ        | Jelena Janković        | 6 - 2, 4 - 6, 6 - 1 |
| 11. | 18 tháng 3 năm 2006  | Indian Wells                                            | Cứng      | Elena Dementieva       | 6 - 1, 6 - 2        |
| 12. | 6 tháng 8 năm 2006   | San Diego                                               | Cứng      | Kim Clijsters          | 7 - 5, 7 - 5        |
| 13. | 9 tháng 9 năm 2006   | Mỹ Mở rộng, Thành phố New York                          | Cứng      | Justine Henin-Hardenne | 6 - 4, 6 - 4        |
| 14. | 22 tháng 10 năm 2006 | Zürich                                                  | Cứng      | Daniela Hantuchová     | 6 - 1, 4 - 6, 6 - 3 |
| 15. | 29 tháng 10 năm 2006 | Linz, Áo                                                | Cứng      | Nadia Petrova          | 7 - 5, 6 - 2        |
| 16. | 6 tháng 8 năm 2007   | San Diego (2)                                           | Cứng      | Patty Schnyder         | 6 - 3, 3 - 6, 6 - 1 |
| 17. | 26 tháng 1 năm 2008  | Úc Mở rộng, Úc                                          | Cứng      | Ana Ivanović           | 7 - 5, 6 - 3        |
| 18. | 24 tháng 2 năm 2008  | Qatar Total Mở rộng, Doha                               | Cứng      | Vera Zvonareva         | 6 - 1, 2 - 6, 6 - 0 |
| 19. | 13 tháng 4 năm 2008  | Bausch & Lomb Championships, Amelia Island, Florida, Mỹ | Đất nện   | Dominika Cibulková     | 7 - 6, 6 - 3        |

### Thua ở trận chung kết (7)
| STT | Ngày                 | Giải                           | Mặt sân | Đối thủ ở trận chung kết | Kết quả             |
| 1.  | 18 tháng 10 năm 2004 | Zürich                         | Cứng    | Alicia Molik             | 6 - 4, 2 - 6, 3 - 6 |
| 2.  | 21 tháng 3 năm 2005  | Miami                          | Cứng    | Kim Clijsters            | 3 - 6, 5 - 7        |
| 3.  | 20 tháng 2 năm 2006  | Dubai                          | Cứng    | Justine Henin-Hardenne   | 5 - 7, 2 - 6        |
| 4.  | 30 tháng 3 năm 2006  | Miami (2)                      | Cứng    | Svetlana Kuznetsova      | 4 - 6, 3 - 6        |
| 5.  | 27 tháng 1 năm 2007  | Úc Mở rộng                     | Cứng    | Serena Williams          | 1 - 6, 2 - 6        |
| 6.  | 18 tháng 6 năm 2007  | Birmingham                     | Cỏ      | Jelena Janković          | 4 - 6, 6 - 3, 7 - 5 |
| 7.  | 11 tháng 11 năm 2007 | WTA Tour Championships, Madrid | Cứng    | Justine Henin            | 5 - 7, 7 - 5, 6 - 3 |

### Vô địch đôi nữ (3)
| Stt. | Ngày                 | Giải       | Mặt sân | Đồng đội            | Đối thủ ở trận chung kết            | Kết quả      |
| 1.   | 29 tháng 9 năm 2003  | Tokyo      | Cứng    | Tamarine Tanasugarn | Ansley Cargill Ashley Harkleroad    | 7 - 6, 6 - 0 |
| 2.   | 20 tháng 10 năm 2003 | Luxembourg | Cứng    | Tamarine Tanasugarn | Elena Tatarkova Marlene Weingartner | 6 - 1, 6 - 4 |
| 3.   | 7 tháng 6 năm 2004   | Birmingham | Cỏ      | Maria Kirilenko     | Lisa Mcshea Milagros Sequera        | 6 - 2, 6 - 1 |

### Thua ở trận chung kết đôi nữ (1)
| Stt. | Ngày                | Giải    | Mặt sân | Đồng đội       | Đối thủ ở trận chung kết | Kết quả      |
| 1.   | 12 tháng 2 năm 2004 | Memphis | Cứng    | Vera Zvonareva | Åsa Svensson Meilen Tu   | 6 - 4, 7 - 6 |

### Bảng tổng kết thành tích
Để tránh việc nhầm lẫn do sự trùng lặp khi đếm, bảng sau đây chỉ được cập nhật khi một giải đấu đã hoàn thành

#### Singles performance timeline
| VĐ | CK | BK | TK | V# | RR | Q# | A | NH |

| Tournament      | 2003  | 2004   | 2005   | 2006   | 2007   | 2008   | 2009  | 2010  | 2011   | 2012   | 2013   | 2014   | 2015   | 2016  | 2017  | 2018  | SR     | W - L    | Win % |
| --------------- | ----- | ------ | ------ | ------ | ------ | ------ | ----- | ----- | ------ | ------ | ------ | ------ | ------ | ----- | ----- | ----- | ------ | -------- | ----- |
| Australian Open | 1R    | 3R     | SF     | SF     | F      | W      | A     | 1R    | 4R     | F      | SF     | 4R     | F      | QF    | A     | 3R    | 1 / 14 | 54–13    | 81%   |
| French Open     | 1R    | QF     | QF     | 4R     | SF     | 4R     | QF    | 3R    | SF     | W      | F      | W      | 4R     | A     | A     | QF    | 2 / 14 | 56–12    | 83%   |
| Wimbledon       | 4R    | W      | SF     | SF     | 4R     | 2R     | 2R    | 4R    | F      | 4R     | 2R     | 4R     | SF     | A     | A     |       | 1 / 13 | 46–12    | 79%   |
| US Open         | 2R    | 3R     | SF     | W      | 3R     | A      | 3R    | 4R    | 3R     | SF     | A      | 4R     | A      | A     | 4R    |       | 1 / 11 | 35–10    | 78%   |
| Win–Loss        | 4 - 4 | 15 - 3 | 19 - 4 | 20 - 3 | 16 - 4 | 11 - 2 | 7 - 3 | 8 - 4 | 16 - 4 | 21 - 3 | 12 - 3 | 16 - 3 | 14 - 3 | 4 - 1 | 3 - 1 | 6 - 2 | 5 / 52 | 192 - 47 | 81%   |

 Note: Tại2003 Australian Open và 2003 French Open, Sharapova thắng ba trận vòng loại để góp mặt ở vòng đấu chính của mỗi giải. 
 Note 2: Tại 2016 Australian Open, Maria Sharapova vào đến vòng tứ kết. Tuy nhiên, vài tháng sau cô thông báo rằng mẫu kiểm tra của cô dương tính với chất Meldonium, a banned substance. The ITF Tribunal decided she would be banned from competition for two years, and forced to disqualify her results, prize money, and ranking points from that Australian Open. 